# Ian McDonald (musicus)
Ian McDonald (Osterley, Londen, 25 juni 1946 – Manhattan, New York, 9 februari 2022) was een Brits musicus. McDonald was een van de pioniers van de progressieve rock.

## Biografie
McDonald kreeg zijn muzikale opleiding in het Britse leger. Vijf jaar lang had hij gediend, alvorens hij samen ging werken met de band Giles, Giles & Fripp, wat leidde tot de oprichting van King Crimson. 

### King Crimson
De eerste line-up van King Crimson omvat naast McDonald Robert Fripp, Pete Sinfield, Greg Lake en Michael Giles. Mede door de discipline die er bij McDonald ingestampt was, werd King Crimson een band die goed optrad doordat er van tevoren uitgebreid geoefend was. King Crimson in deze samenstelling was een revelatie in de moderne muziek. 
De belangrijkste schrijvers van de muziek van King Crimson waren McDonald en Sinfield. Ze namen alle vormen van muziek bij elkaar, verwijderden tegenstellingen en voegden aspecten samen die voorheen tegenover elkaar leken te staan. De muziek kon van het ene moment naar het andere wijzigen, van een optredend orkest naar een jazz-kwartet om te eindigen als pop-muziek. 
McDonald schreef niet alleen, hij maakte muziek, bespeelde een enorme hoeveelheid verschillende instrumenten (saxofoons, fluit, keyboards, gitaar, mellotron, houtenblaas-instrumenten, etc).  Met King Crimson trad McDonald een tijd op, en werd In the Court of the Crimson King opgenomen, een elpee die gezien wordt als een van de grondleggers van de progressieve rock. 
Na de eerste elpee viel de basisbezetting van King Crimson uiteen, Sinfield en Fripp gingen verder, de rest droeg nog wel bij aan de tweede elpee, maar vertrok uit de band. Ian McDonald nam in 1970 een elpee op samen met Michael Giles en Peter Giles. Op dit album staan McDonald-nummers die voor een groot gedeelte al met King Crimson gerepeteerd waren, maar nog niet opgenomen. Na de opnames stortte McDonald in en vertrok hij naar de Verenigde Staten. In 1974 speelde hij als gastmuzikant mee op het King Crimson album Red; zijn voornemen om zich weer bij deze band aan te sluiten ging niet door omdat Fripp korte tijd hierna de band ontbond.

### Foreigner en The 21st Century Schizoid Band
Een tijdje werd er minder van hem vernomen, hij produceerde wel albums voor onder meer T-Rex, Fruupp en Fireballet. In 1976 was hij een van de oprichters van Foreigner. Met deze band maakte hij een drietal albums. Vier jaar draaide hij met Foreigner mee, de groep groeit tot een mega-status. Wegens een te gespannen relatie met Mick Jones stapte McDonald vervolgens op. In de jaren erna was McDonald vooral werkzaam als studiomuzikant.
In 1996 trad McDonald weer uit de anonimiteit met een aantal concerten die hij in Japan gaf met onder meer gitarist Steve Hackett (ex-Genesis), waarvan opnamen werden uitgebracht onder de naam The Tokyo tapes. Drie jaar later kwam het eerste solo-album van McDonald uit, Drivers Eyes, met als gastmusici onder meer Steve Hackett, Gary Brooker (Procol Harum), Lou Gramm (Foreigner), John Wetton (King Crimson) en Peter Frampton. 
McDonald was daarna actief in de band The 21st Century Schizoid Band, waarmee oude nummers van King Crimson opnieuw uitgevoerd werden. Van een aantal opnames van deze band zijn officiële bootleg-uitgaven verschenen.

### Overlijden
McDonald overleed op 75-jarige leeftijd thuis in de stad New York.

## Discografie
| jaar | groep                        | album |
| ---- | ---------------------------- | --- |
| 1969 | King Crimson                 | In the Court of the Crimson King                                                                                              |
| 1970 | Ian McDonald & Michael Giles | McDonald & Giles |
| 1977 | Foreigner                    | Foreigner |
| 1978 | Foreigner                    | Double Vision |
| 1979 | Foreigner                    | Head Games |
| 1993 | Foreigner                    | Classic Hits Live |
| 1997 | King Crimson                 | Epitaph |
| 1998 | Steve Hackett                | The Tokyo tapes |
| 1999 | Ian McDonald                 | Drivers eyes |
| 2002 | 21st Century Schizoid Band   | 21st Century Schizoid Band (Official Bootleg Volume One) London)                                                              |
| 2002 | 21st Century Schizoid Band   | 21st Century Schizoid Band (official bootleg volume 2 - Live in Japan) ( in 2005 heruitgebracht onder de titel Live in Japan) |
| 2003 | 21st Century Schizoid Band   | 21st Century Schizoid Band (official bootleg volume 3 - Live in Italy)                                                        |

- Bibsys: 9010840
- Biblioteca Nacional de España: XX1794608
- Gemeinsame Normdatei: 13536891X
- International Standard Name Identifier: 0000 0001 1456 2539
- Library of Congress Control Number: n93061420
- MusicBrainz: 901b1b4d-3894-4589-b97e-112092f87d87
- Nationale bibliotheek van Australië: 35221726
- Nederlandse Thesaurus van Auteursnamen: 067787282
- Istituto Centrale per il Catalogo Unico: MODV291563
- Trove: 871245
- Virtual International Authority File: 120632445
- WorldCat: E39PCjMxyFGhHwdX8QwXV7krHK